# Веслування на байдарках і каное на літніх Олімпійських іграх 2020
 ‎
Змагання з веслування на байдарках і каное в програмі літніх Олімпійських ігор 2020 включають в себе два види дисциплін: слалом та спринтерські гонки. Слаломні змагання пройшли з 25 по 30 липня, а змагання зі спринту з 2 по 7 серпня 2021 року.

## Розклад змагань
| З | Попередні запливи | ¼ | Чвертьфінали | ½ | Півфінали | Ф | Фінал |

| Дисципліна↓/Дата → | Нд 25 | Нд 25 | Пн 26 | Пн 26 | Вт 27 | Вт 27 | Ср 28 | Ср 28 | Чт 29 | Чт 29 | Пт 29 | Пт 29 |
| ------------------ | ----- | ----- | ----- | ----- | ----- | ----- | ----- | ----- | ----- | ----- | ----- | ----- |
| К-1 (чоловіки)     | З     | З     | ½     | Ф     |       |       |       |       |       |       |       |       |
| Б-1 (чоловіки)     |       |       |       |       |       |       | З     | З     |       |       | ½     | Ф     |
| К-1 (жінки)        |       |       |       |       |       |       | З     | З     | ½     | Ф     |       |       |
| Б-1 (жінки)        | З     | З     |       |       | ½     | Ф     |       |       |       |       |       |       |

| Дисципліна↓/Дата →     | Пн 2 | Пн 2 | Вт 3 | Вт 3 | Ср 4 | Ср 4 | Чт 5 | Чт 5 | Пт 5 | Пт 5 | Сб 6 | Сб 6 |
| ---------------------- | ---- | ---- | ---- | ---- | ---- | ---- | ---- | ---- | ---- | ---- | ---- | ---- |
| К-1, 1000 м (чоловіки) |      |      |      |      |      |      |      |      | З    | ¼    | ½    | Ф    |
| К-2, 1000 м (чоловіки) | З    | ¼    | ½    | Ф    |      |      |      |      |      |      |      |      |
| Б-1, 200 м (чоловіки)  |      |      |      |      | З    | ¼    | ½    | Ф    |      |      |      |      |
| Б-1, 1000 м (чоловіки) | З    | ¼    | ½    | Ф    |      |      |      |      |      |      |      |      |
| Б-2, 1000 м (чоловіки) |      |      |      |      | З    | ¼    | ½    | Ф    |      |      |      |      |
| Б-4, 500 м (чоловіки)  |      |      |      |      |      |      |      |      | З    |      | ½    | Ф    |
| К-1, 200 м (жінки)     |      |      |      |      | З    | ¼    | ½    | Ф    |      |      |      |      |
| К-2, 500 м (жінки)     |      |      |      |      |      |      |      |      | З    | ¼    | ½    | Ф    |
| Б-1, 200 м (жінки)     | З    | ¼    | ½    | Ф    |      |      |      |      |      |      |      |      |
| Б-1, 500 м (жінки)     |      |      |      |      | З    | ¼    | ½    | Ф    |      |      |      |      |
| Б-2, 500 м (жінки)     | З    | ¼    | ½    | Ф    |      |      |      |      |      |      |      |      |
| Б-4, 500 м (жінки)     |      |      |      |      |      |      |      |      | З    |      | ½    | Ф    |

## Медалісти

### Таблиця медалей
*   Країна-господарка (Японія)
| Місце               | Країна              | Золото | Срібло | Бронза | Загалом |
| ------------------- | ------------------- | ------ | ------ | ------ | ------- |
| 1                   | Угорщина            | 3      | 2      | 1      | 6       |
| 2                   | Нова Зеландія       | 3      | 0      | 0      | 3       |
| 3                   | Німеччина           | 2      | 1      | 4      | 7       |
| 4                   | Австралія           | 2      | 0      | 1      | 3       |
| 5                   | Китай               | 1      | 2      | 0      | 3       |
| 6                   | Чехія               | 1      | 1      | 1      | 3       |
| 7                   | Бразилія            | 1      | 0      | 0      | 1       |
| 7                   | Куба                | 1      | 0      | 0      | 1       |
| 7                   | США                 | 1      | 0      | 0      | 1       |
| 7                   | Словенія            | 1      | 0      | 0      | 1       |
| 11                  | Іспанія             | 0      | 3      | 0      | 3       |
| 12                  | Велика Британія     | 0      | 1      | 1      | 2       |
| 12                  | Канада              | 0      | 1      | 1      | 2       |
| 12                  | Польща              | 0      | 1      | 1      | 2       |
| 12                  | Словаччина          | 0      | 1      | 1      | 2       |
| 12                  | Україна             | 0      | 1      | 1      | 2       |
| 17                  | Італія              | 0      | 1      | 0      | 1       |
| 17                  | Білорусь            | 0      | 1      | 0      | 1       |
| 19                  | Данія               | 0      | 0      | 2      | 2       |
| 20                  | Молдова             | 0      | 0      | 1      | 1       |
| 20                  | Португалія          | 0      | 0      | 1      | 1       |
| Загалом (21 збірна) | Загалом (21 збірна) | 16     | 16     | 16     | 48      |

### Слалом
| Дисципліна                  | Золото                | Срібло                 | Бронза                 |
| --------------------------- | --------------------- | ---------------------- | ---------------------- |
| Каное-одиночки, чоловіки    | Беньямін Савшек (SLO) | Лукаш Роган (CZE)      | Сідеріс Тасіадіс (GER) |
| Каное-одиночки, жінки       | Джессіка Фокс (AUS)   | Меллорі Франклін (GBR) | Андреа Герцоґ (GER)    |
| Байдарки-одиночки, чоловіки | Їржі Прскавець (CZE)  | Якуб Ґрігар (SVK)      | Ганнес Айгнер (GER)    |
| Байдарки-одиночки, жінки    | Рікарда Функ (GER)    | Маялен Шурро (ESP)     | Джессіка Фокс (AUS)    |

### Спринтерські гонки

#### Чоловіки
| Дисципліна                | Золото                                                            | Срібло                                                                   | Бронза                                                           |
| ------------------------- | ----------------------------------------------------------------- | ------------------------------------------------------------------------ | ---------------------------------------------------------------- |
| Каное-одиночки, 1000 м    | Ісакіас Кейрос (BRA)                                              | Лю Хао (CHN)                                                             | Тарновський Сергій Олегович (MDA)                                |
| Каное-двійки, 1000 м      | Сергей Торрес Фернандо Хорхе (CUB)                                | Лю Хао Чжен Пенфей (CHN)                                                 | Себастьян Брендель Тім Гекер (GER)                               |
| Байдарки-одиночки, 200 м  | Шандор Тотка (HUN)                                                | Манфреді Ріцца (ITA)                                                     | Лаям Гіт (GBR)                                                   |
| Байдарки-одиночки, 1000 м | Балінт Копас (HUN)                                                | Адам Варга (HUN)                                                         | Фернандо Пімента (POR)                                           |
| Байдарки-двійки, 1000 м   | Австралія (AUS) Ян ван дер Вестгейзен Томас Ґрін                  | Німеччина (GER) Макс Гофф Якоб Шопф                                      | Чехія (CZE) Йозеф Достал Радек Шлоуф                             |
| Байдарки-четвірки, 500 м  | Німеччина (GER) Макс Рендшмідт Рональд Рауе Том Лібшер Макс Лемке | Іспанія (ESP) Саул Кравіотто Маркус Вальц Карлос Аревало Родріго Гермаде | Словаччина (SVK) Самуель Балаж Деніс Мишак Ерік Влчек Адам Ботек |

#### Жінки
| Дисципліна               | Золото                                                           | Срібло | Бронза                                                                      |
| ------------------------ | ---------------------------------------------------------------- | --- | --------------------------------------------------------------------------- |
| Каное-одиночки, 200 м    | Невін Гаррісон (USA)                                             | Лоранс Венсан-Ляпуант (CAN)                                                                                  | Людмила Лузан (UKR)                                                         |
| Каное-двійки, 500 м      | Китай (CHN) Сюй Шисяо Сунь Мен'я                                 | Україна (UKR) Лузан Людмила Володимирівна Четверікова Анастасія Андріївна                                    | Канада (CAN) Лоранс Венсан-Ляпуант Кеті Венсан                              |
| Байдарки-одиночки, 200 м | Ліза Керрінгтон (NZL)                                            | Тереса Портела (ESP)                                                                                         | Емма Єргенсен (DEN)                                                         |
| Байдарки-одиночки, 500 м | Ліза Керрінгтон (NZL)                                            | Тамара Чіпеш (HUN)                                                                                           | Емма Єргенсен (DEN)                                                         |
| Байдарки-двійки, 500 м   | Ліза Керрінгтон Кейтлін Рейгал (NZL)                             | Кароліна Ная Анна Пулавська (POL)                                                                            | Данута Козак Дора Бодоньї (HUN)                                             |
| Байдарки-четвірки, 500 м | Угорщина (HUN) Данута Козак Тамара Чіпеш Анна Карас Дора Бодоньї | Білорусь (BLR) Махньова Маргарита Григорівна Надія Попок Худенко Ольга Сергіївна Литвинчук Марина Вікторівна | Польща (POL) Кароліна Ная Анна Пулавська Юстина Іскшицька Гелена Висневська |